# Ochrocephala imatongensis
Ochrocephala imatongensis (Philipson) Dittrich, 1983 è una specie di pianta angiosperma dicotiledone della famiglia delle Asteraceae. Questa specie è anche l'unica del genere Ochrocephala Dittrich, 1983.

## Descrizione
Le specie di questa voce sono degli arbusti alti fino a 2 metri.
Le foglie lungo il caule sono disposte in modo alterno, hanno una lamina con forme da ellittiche a ovate con superficie sparsamente lanosa. Dimensione delle foglie: lunghezza 18 cm; larghezza 8 cm.
Le infiorescenze si compongono di capolini eterogami in formazioni corimbose. I capolini, molto larghi (lunghi 45 mm e larghi 40 mm), sono formati da un involucro a forma da cilindrica a ovoidale composto da brattee (o squame) all'interno del quale un ricettacolo fa da base ai fiori tutti tubulosi. Le brattee dell'involucro, disposte su più serie in modo embricato, sono di varie forme; hanno delle appendici biancastre, intere o lacerate, molto larghe, non spinose e scariose; quelle più interne sono acuminate. Il ricettacolo normalmente è sericeo.
I fiori sono tutti del tipo tubuloso. I fiori sono tetra-ciclici (ossia sono presenti 4 verticilli: calice – corolla – androceo – gineceo) e pentameri (ogni verticillo ha 5 elementi). I fiori in genere sono ermafroditi e actinomorfi. I fiori periferici sono sterili, quelli centrali sono bisessuali.
- Formula fiorale:

- /x K {\displaystyle \infty }, [C (5), A (5)], G 2 (infero), achenio

- Calice: i sepali del calice sono ridotti ad una coroncina di squame.
- Corolla: la corolla in genere è colorata di blu o violetto, raramente giallo o altri colori. Il tubo della corolla è molto corto.
- Androceo: gli stami sono 5 con filamenti liberi, glabri e papillosi, mentre le antere sono saldate in un manicotto (o tubo) circondante lo stilo.[9]
- Gineceo: lo stilo è filiforme; gli stigmi dello stilo sono due divergenti. L'ovario è infero uniloculare formato da 2 carpelli.

Il frutto è un achenio con pappo. Gli acheni sono costati con forme oblunghe. Hanno piccole areole contenenti del elaisoma rudimentale. Il pericarpo dell'achenio è sclerificato; alla sommità l'achenio è provvisto di una piastra o anello. Il pappo (normalmente deciduo) è inserito in un anello parenchimatico sulla piastra apicale ed è doppio: le righe interne sono formate da ampie setole. L'ilo è basale.

## Biologia
- Impollinazione: l'impollinazione avviene tramite insetti (impollinazione entomogama).
- Riproduzione: la fecondazione avviene fondamentalmente tramite l'impollinazione dei fiori (vedi sopra).
- Dispersione: i semi cadendo a terra (dopo essere stati trasportati per alcuni metri dal vento per merito del pappo – disseminazione anemocora) sono successivamente dispersi soprattutto da insetti tipo formiche (disseminazione mirmecoria).

## Distribuzione
Le specie di questa voce si trovano in Africa centrale.

## Tassonomia
La famiglia di appartenenza di questa voce (Asteraceae o Compositae, nomen conservandum) probabilmente originaria del Sud America, è la più numerosa del mondo vegetale, comprende oltre 23.000 specie distribuite su 1.535 generi, oppure 22.750 specie e 1.530 generi secondo altre fonti (una delle checklist più aggiornata elenca fino a 1.679 generi). La famiglia attualmente (2021) è divisa in 16 sottofamiglie.
La tribù Cardueae (della sottofamiglia Carduoideae) a sua volta è suddivisa in 12 sottotribù (la sottotribù Centaureinae è una di queste).

### Filogenesi
La classificazione della sottotribù rimane ancora problematica e piena di incertezze. Il genere di questa voce è inserito nel gruppo tassonomico informale Rhaponticum Group formato da 6 generi. La posizione filogenetica di questo gruppo nell'ambito della sottotribù è abbastanza "basale" tra i gruppi informali Volutaria Group e Serratula Group.

### Sinonimi
Sono elencati alcuni sinonimi per questo genere:
- Centaurea imatongensis Philipson
- Leuzea imatongensis  (Philipson) Holub
- Rhaponticum imatongense  (Philipson) Soják
- Stemmacantha imatongensis  (Philipson) Soldano